# Systematic Chaos
Systematic Chaos — музичний альбом гурту Dream Theater. Виданий 4 червня 2007 року лейблом Roadrunner Records. Загальна тривалість композицій становить 78:41. Альбом відносять до напрямку прогресивний метал.

## Історія створення альбому
Після запису 1 квітня 2006 року концерту на честь двадцятиріччя гурту під назвою Score група Dream Theater відпочивала ціле літо — вперше за десять років.
Група відновила роботу в студії Avatar Studios в Нью-Йорку лише у вересні 2006 року. В одному з інтерв'ю Майк Портной заявив, що відносини в колективі були «найкращими, ніж будь-коли раніше». Група найняла звукорежисера Пола Нотфілда, який раніше працював з групами, котрі надихнути Dream Theater, включаючи Rush та Queensrÿche, записати альбом.
Як з попередніми альбомами, Dream Theater для альбому «Systematic Chaos» одночасно писали матеріал і тут же його записували на носій.
Майк Портной і Джон Петруччі виступили продюсерами альбому; Портной сказав, що група наймає звукоінженера та мікшер, щоб мати «об'єктивне вухо з боку», але учасники в кінцевому рахунку «будуть все вирішувати самі». Хоча у Портного були деякі упереджені уявлення про «Systematic Chaos», він вирішив не висловлювати їх іншим учасникам  Однак ударник дійсно хотів зберегти «агресивний та сучасний» настрій на всьому альбомі, «у нього [альбому] повинна бути своя особливість» додав він, і «це повинно було бути круто».
Альбом був названий «Systematic Chaos» («Систематичний/Упорядкований хаос») не одразу. Майк Портной і Джон Петруччі довго рилися в текстах пісень, які, на їхню думку, будуть найбільш підходящі, так, як це було зроблено з другим студійником Images and Words. Пара вибрала слово «хаос», який з'являється в композиції «The Dark Eternal Night». Петруччі та Портного привернула фраза «Випадкові думки чіткого безладу», які з'являються в композиції «Constant Motion». Натхненні «дуальністю» фрази, вони обговорили антоніми слова «хаос» та вийшли на слово «систематичний». Портной сказав, що в додаток до альбому, «впорядкований хаос» є також «відповідним описом гурту взагалі».

## Випуск альбому і тур в підтримку
І альбом в аудіоформаті та спеціальний випуск вийшли 4 червня 2007 року у Великої Британії і 5 червня 2007 року в США. Самі музиканти залишилися розчарованими контрактом з новим лейблом, аргументуючи тим, що дирекція лейблу Warner Music Group надала меншу свободу дії музикантам. «Наш попередній лейбл вважав, що все за нього повинні робити фанати... він просто давав нам гроші на запис та викладав диски в магазини», — сказав в одному інтерв'ю Майк Портной.
8 лютого 2007 року Dream Theater підписали угоду з Roadrunner Records на випуск нового альбому.
Systematic Chaos був майже написаний та записаний на момент укладання угоди. Як не дивно, Warner Music Group купили Roadrunner Records через тиждень після того, як група підписалася на Roadrunner Records. За словами Джеймса Лабре, Roadrunner виконав усі свої обіцянки по відношенню до групи щодо заохочення альбому.
Майк Портной провів цілий місяць, знімаючи та редагуючи документальний фільм, який був названий ним Chaos in Progress: The Making of Systematic Chaos (в пер. з англ. Хаос в розквіті: Як створювався Постійний хаос), який був випущений на двох дисках як спеціальний випуск альбому. Бонус-диск до спеціального виданню також включав диск у форматі 5.1 surround sound, що включає звукові доріжки всього альбому. З 3 червня 2007 року до 4 червня 2008 року Dream Theater гастролювали по світу, даючи концерти на підтримку альбому, які і склали турне Chaos In Progress. Навколосвітнє турне вилилося в 115 концертів в тридцяти п'яти країнах світу. частина концертів була знята та пізніше склала п'яту DVD групи, названий Chaos in Motion 2007-2008 та випущений 30 вересня 2008 року.

## Відгуки критиків
Відгуки критиків про альбом в цілому були позитивні. Джон Едлі, в рецензії на MetalReview.com назвав альбом «ще однією хорошою роботою». Він хвалив Джона Петруччі за Systematic Chaos, кажучи, що гітарні партії містить «одні з найкращих рифів, які коли-небудь викладав Петруччі». Крім того, він назвав останню частину «The Dark Eternal Night» «найсильнішою композицією до теперішнього часу» у Dream Theater..
В огляді для Metal Invader, Нікос Пателіс охрестив альбом «енергійним, гострим, повним красивих мелодій, важких рифів та довгих епічних творів».. Він назвав музикантів групи «чотирма музикантами, які використовують їх інструменти, як ніби вони є частиною їхніх тіл» і додав, що «Джеймс Лабре здається більш зрілим ніж коли-небудь». На закінчення Пателіс підсумував: «Systematic Chaos чудовий альбом, і щоб його перетравити, потрібно слухати багато разів».
Грег Прато з Allmusic пише, що «"Forsaken", закриває рот тим, хто говорить, що Dream Theater схильні до інструментальним вправам більш, ніж до написання пісень». Він також порівняв рифи в «The Dark Eternal Night» з гуртом Pantera.
В цілому, він заявляє, що «квінтет дотримується прог-металевої стратегії, яку вони обрали з самого початку»..
Рецензент Чад Боварі для About.com написав, що «In The Presence of Enemies — Part I» є «ефектною фішкою, яка встановлює тон для всього альбому».
В цілому, Боварі дав альбому чотири з п'яти зірок, називаючи його «одним з найкращих творінь», випущений групою «за довгий час».
Ендрю Блекі в рецензії на PopMatters розкритикував альбом, заявивши, що він повний «затягнутих композицій та в'ялих аранжувань» і що «диск задихається від беззубості та явною нудьги». Блекі додав: «"The Dark Eternal Night" — найгірша композиція, яку коли-небудь записували ці прихильники прогр-металу».
Альбом потрапив в число двадцяти п'яти найкращих в Великої Британії та Австралії, де група раніше ніколи не виявлялася. В Сполучених Штатах альбом потрапив на 19 рядок топ-200 журналу Billboard, ставши таким чином найвищо піднявся в американських чартах альбомом групи на час його релізу. В цілому, Systematic Chaos увійшов в 25 добре продаються альбомів у восьми країнах світу.

## Позиції в чартах
| Чарт (2007)     | Позиция |
| --------------- | ------- |
| Billboard 200   | 19      |
| Канада          | 15      |
| Австралія       | 23      |
| Велика Британія | 25      |
| Нідерланди      | 2       |
| Фінляндія       | 3       |
| Норвегія        | 3       |
| Швеція          | 5       |
| Франція         | 14      |
| Швейцарія       | 14      |
| Австралія       | 20      |
| Бельгія         | 44      |